# آرنولد کورف
آرنولد کورف (انگلیسی: Arnold Korff؛ ‏ ۲ اوت ۱۸۷۰ – ۲ ژوئن ۱۹۴۴) بازیگر اهل اتریش بود.
از فیلم‌هایی که وی در آن نقش داشته‌است، می‌توان به سربازان پیاده، بیل سفیر کبیر، قلعه اشباح، دفتر خاطرات دختر گمشده، خانواده سلطنتی برادوی، شانگهای، و خانم جولی اشاره کرد.